# Ford E83W
Ford E83W — малотоннажный грузовой автомобиль, выпускаемый компанией Ford с 1938 по 1957 год. Пришёл на смену автомобилю Ford Pilot. Вытеснен с конвейера моделью Ford Thames 400E. 
Автомобиль Ford E83W продавался в Австралии под названием Ford Ten-Ten. В другие страны автомобиль экспортировался Великобританией после Второй мировой войны. 
На базе Ford E83W также выпускались фудтраки, фургоны мороженщика и пожарные автомобили. Фары взяты от трактора Fordson. 
Производство завершилось в 1957 году. 

## Галерея

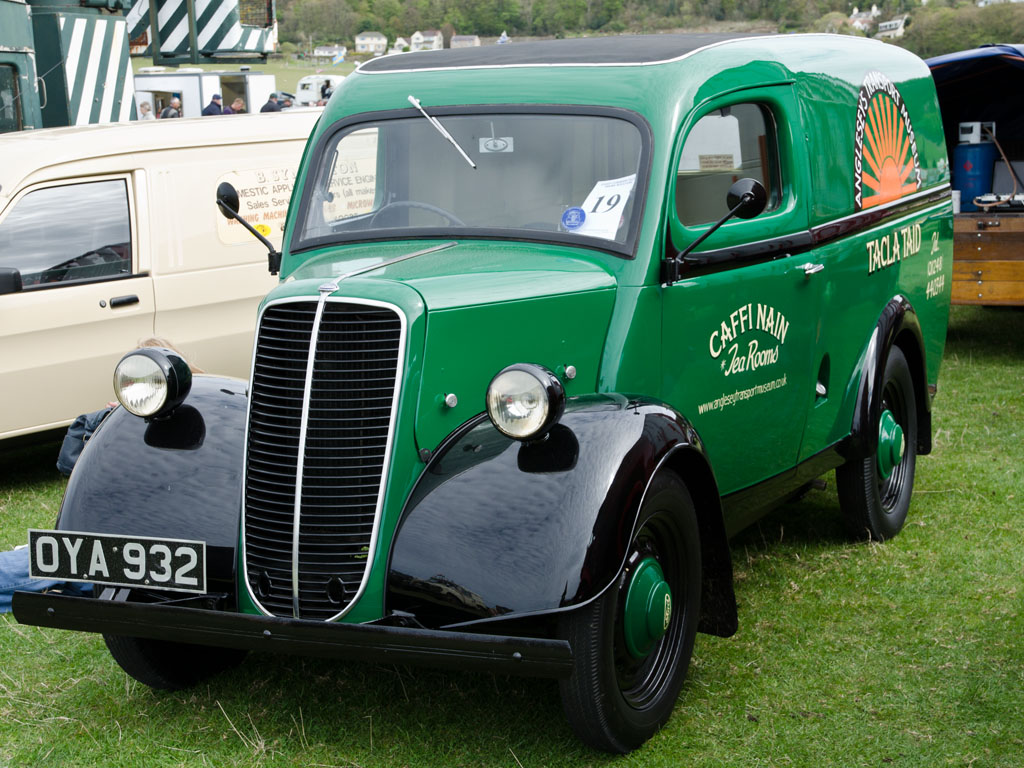
Fordson E83W (1952)
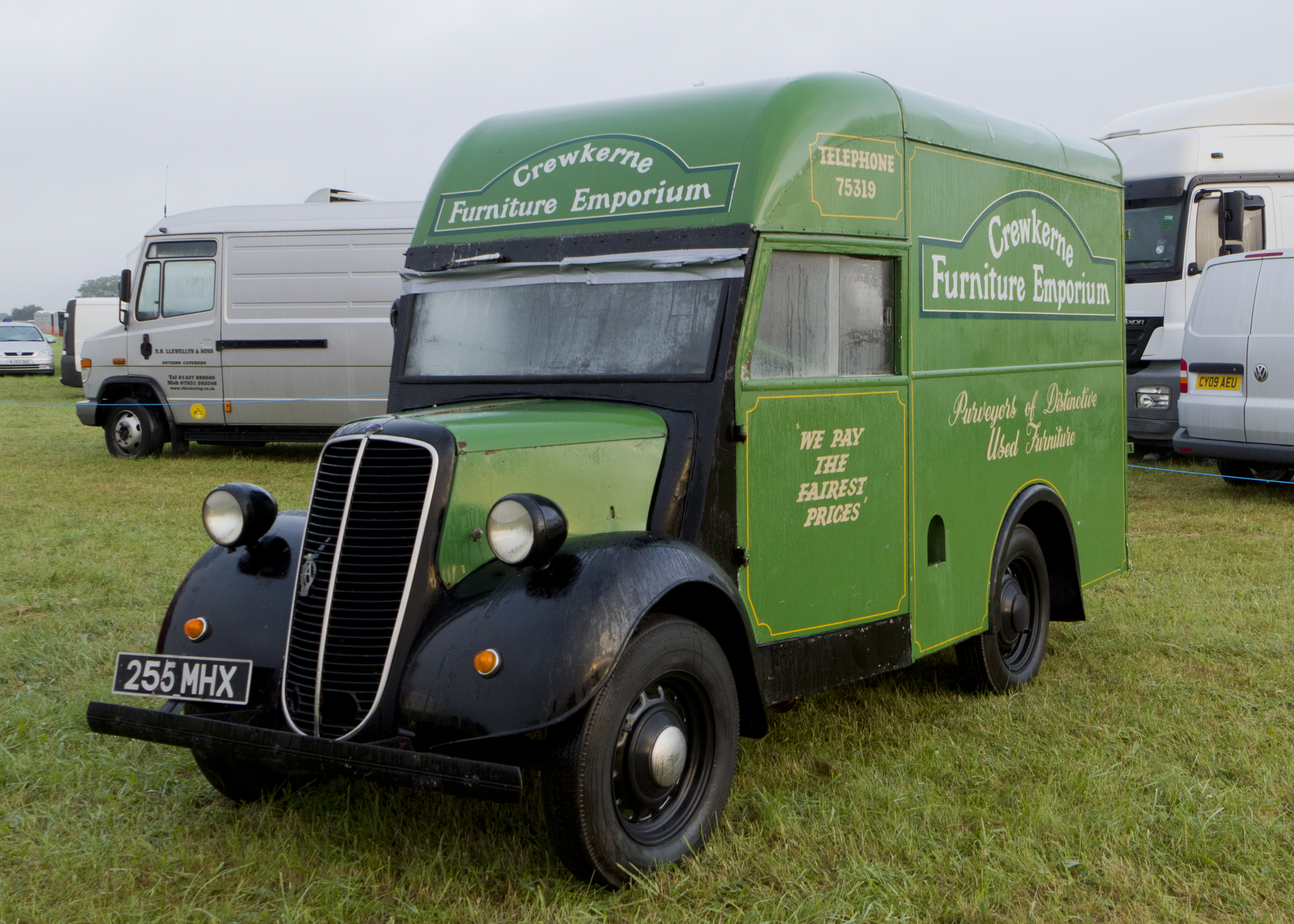
Fordson E83W